# Licio Nencetti
Licio Nencetti (Lucignano, 31 marzo 1926 – Talla, 26 maggio 1944) è stato un partigiano italiano.

## Biografia
Nato a Lucignano nell'Aretino. Pur non essendo lui soggetto, per la giovanissima età, alla chiamata alle armi della Repubblica Sociale Italiana, a 17 anni decide di ribellarsi e di "darsi alla macchia". Si trasferisce con alcuni amici nel basso Casentino, nei pressi di Capolona in località il Rocolo, dove forma la brigata partigiana "La Teppa", della quale assume il ruolo di comandante. Successivamente la banda si ingrossa fino ad arrivare a 500-600 componenti e ad operare anche nel Valdarno Superiore e nel Pratomagno, oltre che in tutto il Casentino stesso. In particolare, si dice che la parte più "datata" della banda, chiamata appunto "banda volante", avesse la capacità di spostarsi rapidamente con lunghe e rapide marce da un posto ad un altro anche se i due posti erano a molti chilometri di distanza.
Numerosi atti di guerriglia avvenuti nella zona, sono da attribuirsi alla teppa stessa, come ad esempio il salvataggio di tre piloti inglesi nei pressi di Carda, frazione del comune di Castel Focognano, dove la banda stazionò per diversi mesi anche dopo la sua temporanea divisione (per un breve periodo parte della formazione si spostò in Val di Chiana per appoggiare l'avanzata degli Alleati).
Viene fucilato a Talla, in Casentino, il 26 maggio 1944, nella piazza antistante la chiesa.
A Licio Nencetti sono intitolate numerose piazze e strade nella provincia di Arezzo. Molti musicisti hanno scritto canzoni su di lui, ultimi tra i quali la Casa del Vento, che nel 2004, nell'ambito del progetto musicale "sessant'anni di resistenza", gli hanno dedicato la canzone "il Comandante Licio". Nei paesi del basso Casentino, molti primogeniti maschi nati nell'immediato dopoguerra sono stati chiamati "Licio" in suo onore.
Ezio Raspanti "Mascotte" de "La Teppa" afferma che tutti i membri della compagnia hanno chiamato i loro primogeniti Licio o Licia, mantenendo la promessa fatta da loro stessi alla morte di Licio Nencetti.